# GP-25
GP-25 "Kostjor" (vatra), GP-30 "Obuvka" (obuća) i BG-15 "Muha" (muha) su sovjetski bacači granata namijenjeni automatskoj pušci AK-47, kao i njenim derivatima. Prvi puta su viđeni u Zapadu 1984.,  tijekom sovjetske ratne invazije u Afganistan. 
Prvobitna verzija pod oznakom BG-15 bila je postavljena na cijev jurišnih pušaka AK-74. Glavna proizvodna inačica, GP-25 imala je drugačiji princip nišanjenja. Najnovija verzija, GP-30, je evoluirana inačica modela GP-25, laganija je, lakša i jednostavnija za korištenje.

## Razvoj
Razvoj bacača granata GP-25 započeo je 1966. Središnji ured za dizajn i istraživanje sportskog i lovačkog oružja. Razvoj je nastavljen tijekom 1970-ih, dok je bacač granata u službu uveden 1978. 
Godine 1989. u službu ulazi GP-30 a namijenjen je jurišnim puškama iz serije AK-100.

## Opis
Bacač granata ima kalibar od 40 mm i koristi isti sustav koji je razvila Njemačka krajem Drugoga svjetskog rata.
Za razliku od zapadnih bacača granata, u ovaj sovjetski bacač, granata se stavlja sprijeda, izravno u usta cijevi. Iza same cijevi nalazi se okidač kojim se ispaljuje već postavljena granata.
Životni vijek trajanja ovog bacača granata je 400 ispaljenih granata.

## Granata
Bacač je dizajniran za ispaljivanje posebnih 40 mm granata. Originalna granata koja je prvotno namijenjena ovom bacaču je fragmentacijska granata VOG-15 (7P17).
Također, dostupna je i odskočna bomba VOG-25P. Ona funkcionira po principu da kada odskoči u zrak na visinu od 0,5 do 1,5 metara upaljač detonira njenu eksploziju
Dostupne su i dimne bombe koje su se na početku zvale GRD-40. Sada postoji niz dimnih bombi različitih raspona udaljenosti - GRD-50 (50 metara), GRD-100 (100 metara) i GRD 200 (200 metara).
Te dimne bombe u mogućnosti su stvoriti dimnu zavjesu od 20 metara koja može trajati do jedne minute te se uz pomoć vjetra raspršiti i do pet metara u sekundi.

### Karakteristike granata
| VOG-15 (7P17)  | VOG-15 (7P17)      | VOG-15 (7P17)        |
| Težina         | Težina bojne glave | Punjenje bojne glave |
| -------------- | ------------------ | -------------------- |
| 250 gr.        | 48 gr.             | eksploziv A-IX-1     |
| VOG-25P        |                    |                      |
| 278 gr.        | 37 gr.             | eksploziv TNT        |
| GRD-50/100/200 |                    |                      |
| 278 gr.        | 90 gr.             | -                    |

## Korisnici
- Rusija[1]
- Gruzija: lokalna proizvodnja.[2]
- Litva: litavske oružane snage.[3]
- Sjeverna Koreja[4]
- Srbija
- Ukrajina[1]

## Vanjske poveznice
- Modern Firearms
- GP25 bacač granata